# Trachyandra smalliana
Trachyandra smalliana là một loài thực vật có hoa trong họ Thích diệp thụ. Loài này được Hilliard & B.L.Burtt miêu tả khoa học đầu tiên năm 1982.